# Agyrta lydia
Agyrta lydia är en fjärilsart som beskrevs av Druce. Agyrta lydia ingår i släktet Agyrta och familjen björnspinnare. Inga underarter finns listade i Catalogue of Life.